# Kathleen A. Doherty

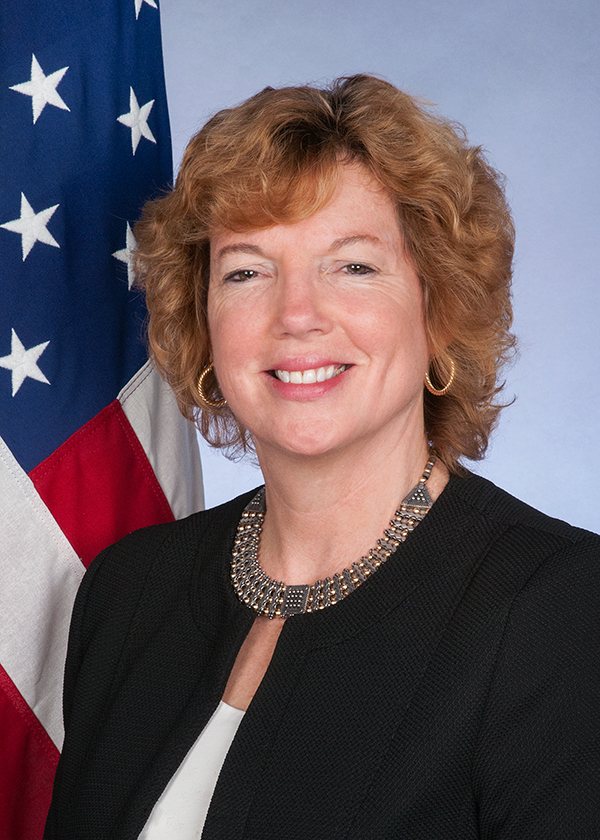
Kathleen A. Doherty

Kathleen Ann Doherty (* 1963) ist eine US-amerikanische Diplomatin und von 2015 bis 2019 Botschafterin in Zypern.

## Leben
Doherty erhielt 1985 einen Bachelor in Politikwissenschaft von der Colgate University und 1990 einen Master in Vergleichender Politikwissenschaft von der London School of Economics. Bevor sie 1990 Mitglied des United States Foreign Service wurde, schrieb sie freiberuflich für verschiedene US-amerikanische Zeitungen wie die Washington Post. Für den Foreign Service wirkte sie zunächst je zwei Jahre in der Botschaft in der Dominikanischen Republik und im Konsulat in São Paulo in Brasilien. Zwischen 1996 und 2000 arbeitete sie in Washington, D. C., worauf sie bis 2004 wieder im Ausland in Italien arbeitete. Auf eine kurze Zeit 2005 zurück in Washington, D. C. folgten je zwei Jahre als Economic Officer und Economic Counselor in den US-Botschaften in Russland und dem Vereinigten Königreich. Von 2010 bis 2013 arbeitete sie im Bureau of European and Eurasian Affairs, ab 2011 als stellvertretende Leiterin. Ab 2013 okkupierte sie den Posten der stellvertretenden Botschafterin in Italien. 2015 ernannte sie der Präsident Barack Obama zur Botschafterin in Zypern. Sie war die erste Frau in diesem Posten und wurde im Januar 2019 abberufen. Ihre Nachfolgerin war Judith G. Garber.